# Atletisme als Jocs Olímpics d'Estiu de 1920 - 200 metres masculins
Els 200 metres masculins van ser una de les proves del programa d'atletisme disputades durant els Jocs Olímpics d'Anvers de 1920. La prova es va disputar en dos dies i hi van prendre part 48 atletes de 22 nacions diferents. Les sèries i els quarts de final es disputaren el 19 d'agost, i les semifinals i la final el 20 d'agost.

## Medallistes
| Or                   | Plata                 | Bronze             |
| Allen Woodring (USA) | Charlie Paddock (USA) | Harry Edward (GBR) |

## Rècords
Aquests eren els rècords del món i olímpic que hi havia abans de la celebració dels Jocs Olímpics de 1920.
| Rècord del Món | 21.2(*)  | Willie Applegarth | Londres (GBR)   | 4 de juliol de 1914 |
| Rècord Olímpic | 21.6(**) | Archie Hahn       | St. Louis (USA) | 31 d'agost de 1904  |

(*) Rècord no oficial en 220 iardes (= 201.17 m)
(**) cursa en línia recta

## Resultats

### Sèries
Totes les sèries es van disputar el 19 d'agost de 1920. Passen a quarts de final els dos primers de cada sèrie.
- (Entre parèntesis temps estimat)

| Pos. | Atleta           | Nació   | Temps  |
| ---- | ---------------- | ------- | ------ |
| 1    | René Tirard      | França  | 23"2   |
| 2    | Agne Holmström   | Suècia  | (23"3) |
| 3    | Diego Ordóñez    | Espanya | (23"7) |
| 4    | Shinichi Yamaoka | Japó    | (23"9) |
| 5    | Bjarne Guldager  | Noruega | ND.    |

| Pos. | Atleta            | Nació         | Temps  |
| ---- | ----------------- | ------------- | ------ |
| 1    | George Davidson   | Nova Zelanda  | 22"6   |
| 2    | Alexandre Penton  | Canadà        | (22"9) |
| 3    | Félix Mendizábal  | Espanya       | (23"2) |
| 4    | Harry van Rappard | Països Baixos | (23"7) |
| 5    | Federico Reparaz  | Espanya       | ND.    |

| Pos. | Atleta        | Nació          | Temps  |
| ---- | ------------- | -------------- | ------ |
| 1    | Vojtěch Plzák | Txecoslovàquia | 23"4   |
| 2    | William Hill  | Regne Unit     | (23"8) |
| 3    | Marcel Gustin | Bèlgica        | (24"3) |

| Pos. | Atleta           | Nació     | Temps  |
| ---- | ---------------- | --------- | ------ |
| 1    | Paul Brochart    | Bèlgica   | 23"2   |
| 2    | William Hunt     | Austràlia | (23"5) |
| 3    | Giovanni Orlandi | Itàlia    | (23"8) |
| 4    | Paul Hammer      | Luxemburg | (24"1) |

| Pos. | Atleta          | Nació      | Temps  |
| ---- | --------------- | ---------- | ------ |
| 1    | René Caste      | França     | 23"0   |
| 2    | Harold Abrahams | Regne Unit | (23"3) |
| 3    | Willie Bukes    | Sud-àfrica | (23"4) |
| 4    | Rolf Stenersen  | Noruega    | (24"7) |

| Pos. | Atleta          | Nació        | Temps  |
| ---- | --------------- | ------------ | ------ |
| 1    | Charlie Paddock | Estats Units | 23"2   |
| 2    | August Sørensen | Dinamarca    | (23"8) |
| 3    | Victor d'Arcy   | Regne Unit   | (23"9) |
| 4    | Ahmed Khairy    | Egipte       | ND.    |

| Pos. | Atleta               | Nació   | Temps  |
| ---- | -------------------- | ------- | ------ |
| 1    | Sven Krokström       | Suècia  | 23"8   |
| 2    | Max Houben           | Bèlgica | (24"2) |
| 3    | Dimitrios Karambatis | Grècia  | (24"2) |

| Pos. | Atleta          | Nació        | Temps  |
| ---- | --------------- | ------------ | ------ |
| 1    | Loren Murchison | Estats Units | 23"2   |
| 2    | Nils Sandström  | Suècia       | (23"6) |
| 3    | Carlos Pajarón  | Espanya      | (24"2) |
| 4    | August Waibel   | Suïssa       | ND.    |

| Pos. | Atleta         | Nació         | Temps  |
| ---- | -------------- | ------------- | ------ |
| 1    | Allen Woodring | Estats Units  | 22"8   |
| 2    | Cor Wezepoel   | Països Baixos | (23"6) |
| 3    | Frank Irvine   | Sud-àfrica    | (23"3) |
| 4    | Ichiro Kaga    | Japó          | ND.    |
| 5    | Edmond Médécim | Mònaco        | ND.    |

| Pos. | Atleta            | Nació      | Temps  |
| ---- | ----------------- | ---------- | ------ |
| 1    | Harry Edward      | Regne Unit | 22"8   |
| 2    | Jack Oosterlaak   | Sud-àfrica | (23"2) |
| 3    | Sven Malm         | Suècia     | (23"3) |
| 4    | Mario Riccobono   | Itàlia     | ND.    |
| 5    | Reinhold Saulmann | Estònia    | ND.    |

| Pos. | Atleta            | Nació         | Temps  |
| ---- | ----------------- | ------------- | ------ |
| 1    | René Lorain       | França        | 25"0   |
| 2    | Albert Heijnneman | Països Baixos | (25"4) |
| 3    | Cyril Coaffee     | Canadà        | ND.    |

| Pos. | Atleta           | Nació        | Temps  |
| ---- | ---------------- | ------------ | ------ |
| 1    | Morris Kirksey   | Estats Units | 23"4   |
| 2    | Josef Imbach     | Suïssa       | (23"5) |
| 3    | Jean-René Seurin | França       | (23"6) |

### Quarts de final
Totes les sèries de quarts de final es van disputar el 19 d'agost de 1920. Passen a semifinals els dos primers de cada sèrie.
| Pos. | Atleta          | Nació        | Temps  |
| ---- | --------------- | ------------ | ------ |
| 1    | Loren Murchison | Estats Units | 22"8   |
| 2    | Josef Imbach    | Suïssa       | (23"0) |
| 3    | René Tirard     | França       | ND.    |
| 4    | August Sørensen | Dinamarca    | ND.    |

| Pos. | Atleta         | Nació        | Temps  |
| ---- | -------------- | ------------ | ------ |
| 1    | Harry Edward   | Regne Unit   | 22"0   |
| 2    | Allen Woodring | Estats Units | (22"0) |
| 3    | René Caste     | França       | (22"2) |
| 4    | William Hunt   | Austràlia    | (22"4) |
| 5    | Agne Holmström | Suècia       | (22"5) |

| Pos. | Atleta          | Nació        | Temps  |
| ---- | --------------- | ------------ | ------ |
| 1    | George Davidson | Nova Zelanda | 22"8   |
| 2    | Charlie Paddock | Estats Units | (22"9) |
| 3    | René Lorain     | França       | (23"0) |
| 4    | Nils Sandström  | Suècia       | (23"3) |
| 5    | Max Houben      | Bèlgica      | ND.    |

| Pos. | Atleta           | Nació          | Temps  |
| ---- | ---------------- | -------------- | ------ |
| 1    | Morris Kirksey   | Estats Units   | 22"6   |
| 2    | Alexandre Penton | Canadà         | (22"7) |
| 3    | Harold Abrahams  | Regne Unit     | (23"0) |
| 4    | Vojtěch Plzák    | Txecoslovàquia | (23"1) |
| 5    | Cor Wezepoel     | Països Baixos  | (23"3) |

| Pos. | Atleta            | Nació         | Temps  |
| ---- | ----------------- | ------------- | ------ |
| 1    | Jack Oosterlaak   | Sud-àfrica    | 23"0   |
| 2    | Paul Brochart     | Bèlgica       | (23"1) |
| 3    | William Hill      | Regne Unit    | (23"3) |
| 4    | Sven Krokström    | Suècia        | (23"6) |
| 5    | Albert Heijnneman | Països Baixos | ND.    |

### Semifinals
Les semifinals es van disputar el 20 d'agost de 1920. Passen a la final els tres primers de cada sèrie.
| Pos. | Atleta          | Nació        | Temps  |
| ---- | --------------- | ------------ | ------ |
| 1    | Loren Murchison | Estats Units | 23"0   |
| 2    | Harry Edward    | Regne Unit   | (23"1) |
| 3    | George Davidson | Nova Zelanda | (23"3) |
| 4    | Morris Kirksey  | Estats Units | (23"6) |
| _    | Paul Brochart   | Bèlgica      | NP     |

| Pos. | Atleta           | Nació        | Temps  |
| ---- | ---------------- | ------------ | ------ |
| 1    | Allen Woodring   | Estats Units | 22"4   |
| 2    | Charlie Paddock  | Estats Units | (22"5) |
| 3    | Jack Oosterlaak  | Sud-àfrica   | (22"7) |
| 4    | Alexandre Penton | Canadà       | ND.    |
| -    | Josef Imbach     | Suïssa       | Ab.    |

### Final
Es va disputar el 20 d'agost de 1920.
Sols és oficial el temps del primer classificat.
| Pos. | Atleta          | Nació        | Temps oficial | Temps oficiós |
| ---- | --------------- | ------------ | ------------- | ------------- |
| 1    | Allen Woodring  | Estats Units | 22"0          |               |
| 2    | Charlie Paddock | Estats Units |               | 22"0          |
| 3    | Harry Edward    | Regne Unit   |               | 22"1          |
| 4    | Loren Murchison | Estats Units |               | 22"2          |
| 5    | George Davidson | Nova Zelanda | ND.           | ND.           |
| 6    | Jack Oosterlaak | Sud-àfrica   | ND.           | ND.           |